# Élection présidentielle colombienne de 1886
L'élection présidentielle de Colombie de 1886, se déroule le 10 août 1886, quelques jours après l'adoption de la nouvelle constitution qui marque un changement radical en abolissant presque tous les pouvoirs des États fédérés au profit du pouvoir central. Le centralisme succède au fédéralisme. Les États souverains deviennent 26 départements dont les dirigeants sont nommés et révoqués par le président de la nouvelle République de Colombie, élu pour un mandat de 6 ans.  
Après la Regeneración, le mandat de Rafael Núñez touche à son terme. Autorisé à briguer un nouveau mandat consécutif, il est réélu pour un collège électoral. 

## Contexte
En 1884, les libéraux radicaux tentèrent, sans succès, de renverser le président Rafael Núñez. Au cours de ces guerres, le nom officiel du pays changea continuellement. De 1861 à 1886, le pays se nomma « États-Unis de Colombie » (« Estados Unidos de Colombia »), avant la restauration de « république de Colombie » (« República de Colombia »), qui est encore la dénomination actuelle.
L'Assemblée constituante est composée de 18 délégués, deux représentants par État souverain. Núñez annonce un programme de renaissance nationale et fait passer le pays d'un système fédéral décentralisé à un système centralisé avec une présidence centrale forte. Le mandat présidentiel passe de deux à six ans. Le président de la République est élu par le Congrès. Les présidents de chaque État sont renommés gouverneurs et sont désignés par le président. Les gouverneurs choisissent les maires de leur département, à l'exception du maire de Bogota, qui est choisi par le président lui-même. Ainsi, le président a le contrôle de l'exécutif à tous les niveaux.

## Système électoral
Après la promulgation de la constitution de 1886, le Conseil des délégués a choisi un président et un vice-président pour un mandat de six ans jusqu'aux élections de 1892. Le Conseil a également élu le Designado (le Désigné), un remplaçant désigné du président en cas d'empêchement du vice-président.

## Candidats
Deux candidatures sont validées par le Conseil des délégués. Celle de Rafael Núñez, pour le parti national, soutenu par les modérés et les conservateurs, et celle de Solón Wilches, pour le parti libéral, souteu par l'aile radicale. 

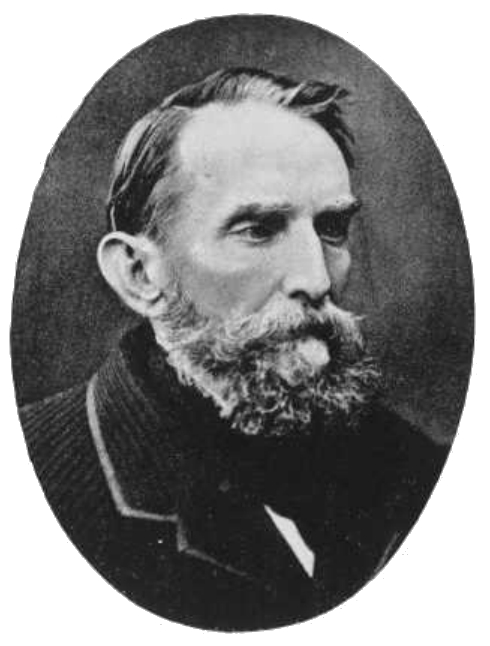
Rafael Núñez
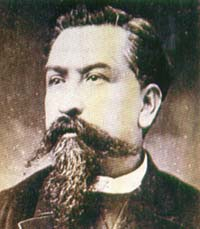
Solón Wilches

## Résultats
C'est un conseil de 18 délégués qui élit le nouveau président et son vice-président. Sans surprise, Núñez obtient l'ensemble des voix du collège. 

### Président de la République
| Candidats à la présidence | Candidats à la présidence | Parti    | Voix |
| ------------------------- | ------------------------- | -------- | ---- |
|                           | Rafael Núñez              | National | 18   |
|                           | Solón Wilches             | Libéral  | 0    |
| Total                     | Total                     |          | 18   |

### Vice-président
| Candidats à la vice-présidence | Candidats à la vice-présidence | Parti    | Voix |
| ------------------------------ | ------------------------------ | -------- | ---- |
|                                | Eliseo Payán                   | National | 18   |
|                                | Tomás Rengifo                  | Libéral  | 0    |
| Total                          | Total                          |          | 18   |